# Xã Washington, Quận Northampton, Pennsylvania
Xã Washington (tiếng Anh: Washington Township) là một xã thuộc quận Northampton, tiểu bang Pennsylvania, Hoa Kỳ. Năm 2010, dân số của xã này là 5.122 người.